# Mallinella angustata
Mallinella angustata (лат.) — вид пауков-муравьедов рода Mallinella (Zodariidae). Встречаются в Юго-Восточной Азии: остров Калимантан (Сабах, Малайзия).

## Описание
Пауки мелких размеров (около 5 мм) желтовато-коричневого цвета. Самок M. angustata можно отличить по удлиненным сперматекам, круто загибающимся вниз. Соматический облик напоминает M. longipoda. Самец: карапакс оранжево-коричневый; стернум оранжевый; хелицеры коричневые; ноги желтовато-коричневые, за исключением бледно-желтоватых тазиков и коленей; верх опистосомы темно-пятнистый (дорсальный рисунок: первая и вторая пары представлены небольшими бледно-овальными пятнами, расположенными косо; третья и четвертая пары - овальными пятнами; четвертая пара почти соединена медиально). Самцы неизвестны.

## Классификация
Вид был впервые описан в 2012 году. Сходен с видами M. annulipes, M. longipoda, M. dolichorhyncha, M. calilungae, M. shimojanai, M. panchoi и Mallinella moncheri Dayananda & Benjamin, 2025.